# Aisai
Aisai (愛西市; -shi), és una ciutat localitzada a la Owari a la Prefectura d'Aichi, al Japó.
L'11 d'abril del 2005, les viles Saya i Saori i els pobles Hachikai i Tatsuta del Districte d'Ama es van ajuntar en la ciutat d'Asai.
El 15 de març del 2005, la ciutat tenia una població estimada de 65.597 habitants i una densitat de 984 persones per km². L'àrea total és de 66.63 km².